# Heidi Roth
Heidi Roth (* 11. Oktober 1984 in Wangen im Allgäu) ist eine ehemalige deutsche Skispringerin.

## Werdegang
Roth betreibt seit 1991 das Skispringen beim SVC Kleinwalsertal. Ihren Größten Erfolg feierte sie mit einem 3. Platz in der Gesamtwertung des FIS-Ladies-Grand-Prix 2000. Zudem konnte sie 2000 und 2001 den Deutschlandpokal gewinnen. Bei den ersten Deutschen Meisterschaften für Damen 2001 in Meinerzhagen wurde sie hinter Ann-Katrin Reger und Angelika Kühhorn Dritte. Bei den Deutschen Meisterschaften 2004 wurde sie erneut Dritte. Die Sommermeisterschaften 2005 konnte sie gewinnen.
Im September 2002 begann sie eine Ausbildung zur Fremdsprachenkorrespondentin.
Heidi Roth hat einen älteren Bruder namens Jochen.